# الرت (ایندیانا)
الرت، ایندیانا (به انگلیسی: Alert, Indiana) یک منطقهٔ مسکونی در ایالات متحده آمریکا است که در ایندیانا واقع شده‌است.

## خصوصیات
الرت ۹۰ نفر جمعیت دارد و ۲۳۲٫۸۷ متر بالاتر از سطح دریا واقع شده‌است.